# 아키미토스
아키미토스 또는 아키미티(그리스어: ακοίμητοι, 잠들지 않는 자들 )는 밤낮없이 신성한 예배를 거행하는 동방 기독교(정교회 또는 바실리오스의) 수도자들의 수도회였다. 이는 공동체를 성가대로 나누어 교회에서 차례로 서로를 교대하며 이루어졌다. 교대하는 성가대는 전례 언어에 따라 세 집단으로 나뉘었으며, 그리스어, 라틴어, 아마 시리아어 집단으로 구성되었다.